# 4380 Geyer
4380 Geyer (1988 PB2) là một tiểu hành tinh vành đai chính được phát hiện ngày 14 tháng 8 năm 1988 bởi Eric Elst ở Đài thiên văn Haute-Provence.